# Đinh Tiến Mậu
Đinh Tiến Mậu (1935 – 8 tháng 10 năm 2020) là một nhiếp ảnh gia người Việt Nam. Ông là chủ hiệu ảnh Viễn Kính nổi tiếng và là người chuyên chụp các bức ảnh chân dung của các nghệ sĩ, mỹ nhân tại Sài Gòn trước năm 1975.

## Tiểu sử
— Nhiếp ảnh gia Đinh Tiến Mậu
Đinh Tiến Mậu sinh năm 1935, quê ở làng Lai Xá, Hà Đông (nay thuộc xã Kim Chung, Hoài Đức, Hà Nội). Năm 1948, ông cùng gia đình chuyển vào Sài Gòn. Tại đây ông học nghề chụp ảnh tại hiệu ảnh Văn Vấn và làm việc trong 10 năm ở đường Duranton (nay là đường Bùi Thị Xuân, Quận 1, Thành phố Hồ Chí Minh).
Năm 1963 ông mở tiệm chụp ảnh mang tên Viễn Kính nơi đây ông đã chụp ảnh chân dung của các nghệ sĩ Sài Gòn như Thẩm Thúy Hằng, Thanh Nga, Thanh Lan, Kiều Chinh, Duy Khánh, Thành Được... Các tác phẩm của Đinh Tiến Mậu được nhiều báo, tạp chí và hãng phim ở Sài Gòn xưa ưa chuộng. Ông còn cộng tác một số hãng đĩa nhạc lớn ở Sài Gòn như Sóng Nhạc, Sơn Ca, Continental, Dư Âm, Dĩa hát Việt Nam,...
Sau năm 1975 ông đóng cửa hiệu ảnh, làm việc tại báo Tuổi Trẻ và trở thành phóng viên ảnh đầu tiên của tờ báo này.
Năm 2016, công ty Phương Nam đã tổ chức một buổi giao lưu & triển lãm 17 ảnh chân dung các "Nghệ sĩ Sài Gòn xưa" của Nhà nhiếp ảnh Đinh Tiến Mậu tại đường sách Nguyễn Văn Bình, Quận 1, Thành phố Hồ Chí Minh.
Năm 2017, ông cùng nhà báo Nguyễn Vĩnh Nguyên ra mắt cuốn sách Ký ức một ảnh viện Sài Gòn hay còn biết đến với tên gọi Câu chuyện Viễn Kính. Cuốn sách là câu chuyện về nghề nhiếp ảnh và những thăng trầm trong sự nghiệp chụp ảnh của ông.
Năm 2019 trong chương trình Ký ức vui vẻ có tái hiện lại hiệu ảnh Viễn Kính và trưng bày các tác phẩm nổi tiếng nhất của ông trên sân khấu. Các nghệ sĩ khách mời Thanh Bạch, Quyền Linh, Hiền Mai, MC Lại Văn Sâm... đều thể hiện sự ngưỡng mộ với những bức ảnh chân dung của ông.

## Đánh giá
— MC Thanh Bạch
Vào thời điểm đó, nổi tiếng nhất phải kể đến Thẩm Thúy Hằng, vẻ đẹp khiến nhiều người mê mẩn. Nhà báo Nguyễn Vĩnh Nguyên đánh giá, bức ảnh ông Mậu chụp Thẩm Thúy Hằng trong chiếc áo dài có thể coi là chuẩn mực của vẻ đẹp phụ nữ và hình ảnh con người thời đó.

## Gia đình
Năm 1963 ông kết hôn với bà Phan Kim Bình là bạn từ thuở nhỏ của ông. Khi được hỏi cưới thì bà bất ngờ và hỏi ông chụp hình cho rất nhiều người đẹp tại sao lại để ý đến bà thì ông trả lời rằng:
| “ | Trong mắt anh, không ai đẹp hơn em cả. | ” |

### Qua đời
Ông qua đời vào ngày 8 tháng 10 năm 2020 tại nhà riêng 277 Nguyễn Đình Chiểu, quận 3, TPHCM, sau một thời gian lâm bệnh nặng.